# Пилипенко Іван Васильович (художник)
Іван Васильович Пилипенко (нар. 30 серпня 1924, Чапліївка — пом. 1998) — український художник; член Спілки художників України.

## Біографія
Народився 30 серпня 1924 року в селі Чапліївці (тепер Шосткинський район Сумської області, Україна). 1955 року закінчив Київський художній інститут (викладачі Володимир Костецький, Ілля Штільман).
Жив у Донецьку в будинку на вулиці Газети «Соцдонбас» № 22, квартира 19. Помер у 1998 році.

## Творчість
Працював в галузі станкового та монументального живопису. Серед робіт:
- «Гроза» (1957);
- «Вугілля іде» (1960);
- «Партизанський шлях» (1964);
- «Урал» (1965);
- «Донецький пейзаж» (1967).

Брав участь у всеукраїнських виставках з 1957 року, всесоюзних з 1966 року.